# Ernesto Martinez
Ernesto Francesco Maria Biaggio Martínez (Napoli, 3 febbraio 1844 – Roma, 24 novembre 1932) è stato un militare, ingegnere navale e politico italiano.

## La famiglia Martínez dalla Spagna all'Italia
La famiglia Martínez, nella persona di Giuseppe Martínez, arrivò in Italia, nel Regno di Napoli dal Regno di Spagna, al seguito del nuovo Re Carlo Sebastiano di Borbone, nel 1735.
Giuseppe Martínez (soprannominato "Capitan Peppe"), figlio di Antonio Martínez ed Ana Hernandez, nato a Cartagena il 2 aprile 1702, era ufficiale dell'Armada Española, fu prima nominato comandante dei Regi Sciabecchi fino ad arrivare a comandante in capo dell'Armata di Mare di S.M. il Re del Regno di Napoli.
Morì, Capitano di Vascello, il 27 marzo 1770, dopo aver brillantemente sostenuto molti combattimenti navali contro i Turchi ottomani, Algerini, Tunisini, Tripolini, Corsari degli Stati barbareschi, etc., di cui era il terrore. Fu ferito 3 volte.
Sposato con Agata Gil, ebbe 2 figli: Giovanbattista e Domenico (1732-1819).

## Biografia

### Personale

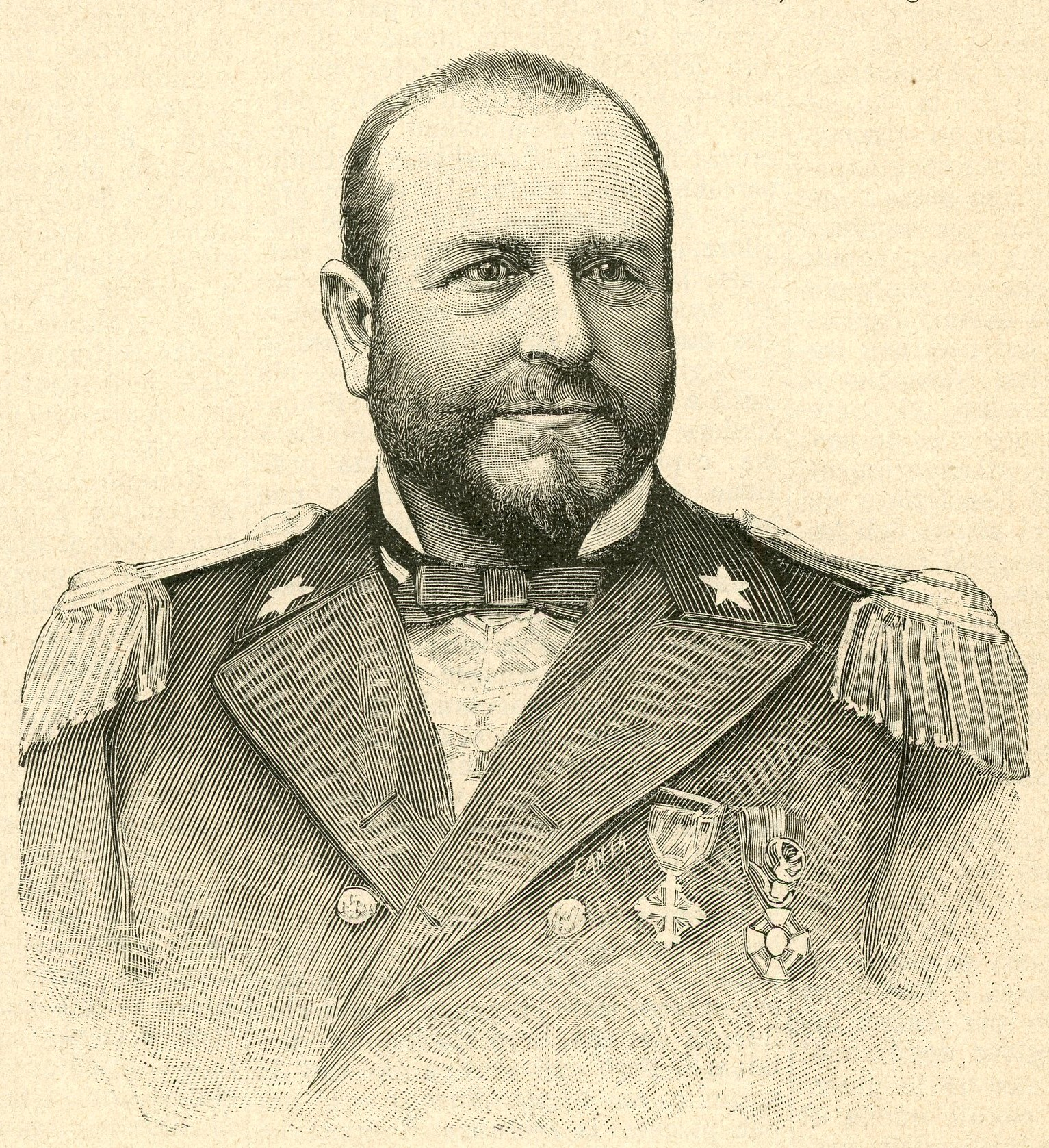
Ernesto Martínez, costruttore della corazzata "Sicilia" (xilografia da "L'Illustrazione Popolare", Fratelli Treves Editori, Milano, 1891)

Ernesto Martínez era diretto discendente da una famiglia di lunga tradizione marinara.
Suo padre, Giuseppe Martínez (1804-1875) sposato nel 1836 con Annamaria Salvadore, fu Commissario Generale di 1ª Classe della Regia Marina del Regno d'Italia e discendente in linea retta dal citato "Capitan Peppe" (suo bisnonno).
Ernesto Martínez sposato nel 1870 con Maria Cuomo, ebbe 3 figli: Giuseppe (Contrammiraglio), Gabriele e Carlo.

### Militare
Ernesto Martínez entra come Allievo (1860) nell'organico del Ministero della Marina del Regno delle Due Sicilie  e viene imbarcato sulla Regia Cannoniera n° II, viene poi ammesso come Allievo Onorario (1860) del Corpo di Genio Marittimo dell'Armata di Mare di S.M. il Re.
Dopo l'annessione del Regno delle Due Sicilie al Regno d'Italia, viene assegnato come Allievo Ingegnere (1861) del Corpo del Genio Navale della Regia Marina.
Finiti gli studi militari, laureatosi in Ingegneria navale (1862), percorre tutto il cursus: Sotto Ingegnere di 3ª Classe (1862), di 2ª Classe (1865), di 1ª Classe (1869), Ingegnere Navale di 2ª Classe (1874), di 1ª Classe (1877), Ingegnere Capo di 1ª Classe (1879), presso i Dipartimenti Marittimi.
Passa al Ministero della Marina, nominato prima Direttore (1883) poi Ispettore (1892), Ispettore Generale (1896) e Tenente Generale (1904) del Corpo del Genio Navale della Regia Marina, essendo a capo del Corpo per 9 anni, dal 1896 al 1904, quando entra, a sua domanda, in Servizio Ausiliario nella Riserva (per cui ebbe l'onorificenza di Cavaliere di Gran Croce decorato di Gran Cordone dell'Ordine della Corona d'Italia), fino al 1913, quando entra in Congedo Assoluto.
Durante la carriera nel Corpo del Genio Navale ebbe i seguenti incarichi e mansioni:
- Collaudatore delle caldaie della Pirocorvetta Corazzata "Terribile" (la 1ª che ebbe la Regia Marina) presso il Cantiere "Forges et Chantiers de la Méditerranée" sito a La Seyne-sur-Mer presso Tolone (Francia) (1873-1874);
- Sotto Direttore delle Costruzioni Navali del 1º (1876-1881) e del 2º Dipartimento Marittimo (1881-1883);
- Capo Ufficio Tecnico della Regia Marina sito a Livorno (1883-1889);
- Membro del Comitato pei Disegni delle Navi del Ministero della Marina (1885-1887 e 1892-1904), di cui fu anche Presidente (1895-1904);
- Direttore delle Costruzioni del 3º (1887-1891) e del 2º Dipartimento Marittimo (1891-1892);
- Comandante in Sott'Ordine sulla Corazzata "Enrico Dandolo" alle Grandi Manovre Navali (1888)[1];
- Membro del Consiglio Superiore di Marina del Ministero della Marina (1899-1904 e 1906).

Discepolo dell'Ammiraglio e Ministro della Marina Benedetto Brin, fu suo apprezzato strettissimo collaboratore nella progettazione e creazione delle nuove grandi unità, stando alla direzione della costruzione ed al varo, durante il laborioso periodo che segnò la prima rinascita della Regia Marina, seguendo le linee stabilite dall'Ammiraglio e Ministro della Marina Simone Pacoret de Saint-Bon e da lui indicate alla Camera dei Deputati nel 1873:
- Corazzata "Caio Duilio" (1876-1909; Classe "Caio Duilio");
- Corazzata "Enrico Dandolo" (1878-1920; Classe "Caio Duilio"), la cui costruzione allarmò addirittura la Royal Navy britannica, per il cui varo il 10 luglio 1878 ebbe l'onorificenza di Ufficiale dell'Ordine della Corona d'Italia, e di cui curò anche le pesanti trasformazioni e riammodernamenti che la nave ebbe nel 1894;
- Avviso "Archimede" (1887-1907; Classe "Archimede");
- Avviso "Galileo Galilei" (1887-1913; Classe "Archimede");
- Cannoniera "Volturno" (1887-1913; Classe "Curtatone");
- Cannoniera "Curtatone" (1888-1914; Classe "Curtatone");

e lavorò direttamente all'allestimento e risistemazione di:
- Pirocorvetta "Stromboli" (1843-1865), dopo l'acquisizione dall'Armata di Mare di S.M. il Re del Regno delle Due Sicilie;
- Corazzata "Francesco Morosini" (1885-1909; Classe "Ruggiero di Lauria").

Ernesto Martínez ebbe la superiore direzione della costruzione della:
- Corazzata "Sicilia" (1891-1923; Classe "Re Umberto"), per il cui varo il 6 luglio 1891 ebbe l'onorificenza di Commendatore dell'Ordine dei Santi Maurizio e Lazzaro;

ed a lui si devono anche lo studio ed il progetto del 1º Cacciatorpediniere costruito in Italia:
- Cacciatorpediniere "Fulmine" (1898-1921).

### Senatoriale
Il 3 giugno 1908, con Nomina regia (Categoria 14: "Generali"), fu nominato Senatore del Regno d'Italia, carica che ricoprì per 7 Legislature (1908-1932), dalla XXII alla XXVIII.
Il 24 giugno 1908 ebbe luogo la Relazione della Commissione per la Verifica dei Titoli dei Nuovi Senatori presieduta da Fiorenzo Bava Beccaris.
Il 25 giugno 1908 in Senato si ebbe la Votazione di Convalidazione (votanti: 114; favorevoli: 111; contrari: 3).
Il 27 giugno 1908 il Giuramento.
Fu Membro della Commissione di Finanze del Senato del Regno (1914-1916).
Alla sua morte, avvenuta a Roma il 24 novembre 1932, fu effettuata una Commemorazione al Senato durante la 155ª Seduta della XXVIII Legislatura, il 6 dicembre 1932.
| Distintivi di Grado | Bandiere di Grado                  | Contrassegni di dignità | Gradi | Date di Promozione | Decreti di Promozione |
| ------------------- | ---------------------------------- | ----------------------- | --- | ------------------ | --------------------- |
| ?                   | -                                  | -                       | Alunno del Ministero di Marina del Regno delle Due Sicilie                                                 | 27.03.1860         | ?                     |
| ?                   | -                                  | -                       | Alunno Onorario del Corpo di Genio Marittimo dell'Armata di Mare di S.M. il Re del Regno delle Due Sicilie | 03.10.1860         | ?                     |
|                     | -                                  | -                       | Allievo Ingegnere del Corpo del Genio Navale della Regia Marina del Regno d'Italia                         | 01.04.1861         | R.D. del 11.04.1861   |
|                     | -                                  | -                       | Sotto Ingegnere di 3ª Classe                                                                               | 01.03.1862         | R.D. del 02.03.1862   |
|                     | -                                  | -                       | Sotto Ingegnere di 2ª Classe                                                                               | 01.06.1865         | R.D. del 21.05.1865   |
|                     | -                                  | -                       | Sotto Ingegnere di 1ª Classe                                                                               | 01.09.1869         | R.D. del 01.09.1869   |
|                     | alla maestra                       | -                       | Ingegnere Navale di 2ª Classe                                                                              | 01.07.1874         | R.D. del 09.07.1874   |
|                     | al trinchetto                      | -                       | Ingegnere Navale di 1ª Classe stesso grado del susseguente                                                 | 01.07.1877         | R.D. del 12.08.1877   |
|                     | al trinchetto                      | -                       | Ingegnere Capo di 1ª Classe stesso grado del precedente                                                    | 01.01.1879         | R.D. del 05.01.1879   |
|                     | alla maestra                       | -                       | Direttore del Corpo del Genio Navale                                                                       | 01.07.1883         | R.D. del 24.06.1883   |
|                     | alla maestra Salve: 13 Squilli: 2  | -                       | Ispettore del Corpo del Genio Navale                                                                       | 16.01.1892         | R.D. del 03.01.1892   |
|                     | al trinchetto Salve: 15 Squilli: 2 | -                       | Ispettore Generale del Corpo del Genio Navale stesso grado del susseguente                                 | 01.02.1896         | R.D. del 23.01.1896   |
|                     | al trinchetto Salve: 15 Squilli: 2 |                         | Tenente Generale del Corpo del Genio Navale stesso grado del precedente                                    | 20.03.1904         | R.D. del 20.03.1904   |